# Сенченко Антон Григорович
Антон Григорович Сенченко (*1898  − †1937) — очільник Спілки радянських письменників України (квітень 1935 — листопад 1936). Жертва сталінського терору

## Життєпис
Працював директором Київського інституту народного господарства (КІНГу) 21.04.1930 — 16.10.1930. За іншими даними з 1 жовтня 1930 по 24 лютого 1931.
У постанові секретаріату ЦК КП(б)У від 27 лютого 1936 р. засуджувалася доповідь голови спілки радянських письменників України А. Сенченка, в якій він «всупереч існуючим вказівкам КП(б)У без будь-якої політичної доцільності та потреби, характеризуючи творчість П. Г. Тичини, відзначив минулі коливання та сумніви поета». Щоб надалі такого не було, представники владних структур наказали письменникам «на кожний від'їзд з Києва одержувати дозвіл від ЦК КП(б)У».
Після такого виступу голови спілки радянських письменників України на всесоюзному пленумі його взаємостосунки з Павлом Тичиною ще більш загострилися. 5 листопада 1936 Антона Сенченка було звільнено з поста голови СРПУ. Надалі політбюро ЦК КП(б)У вирішило скасувати саму посаду голови і затвердило колегіальне управління в складі С. Л. Червоного, І. К. Микитенка, О. Є. Корнійчука, П.І Панча, І. У. Кириленка.
А. Сенченко був також знятий з посади редактора журналу «Радянська література».